# 천안학
천안학(天安學)은 대한민국 충청남도 천안시의 역사, 인문, 지리, 교육, 문화, 관광, 환경, 산업, 정치, 경제 등 천안과 관련된 모든 분야를 연구하여 천안의 정체성(Identity)과 발전가능성을 모색하는 학문을 말한다. 천안학의 학문적 관심은 오늘의 천안을 만들어낸 역사적 과정을 이해하는 데 있지만 그 실천적 관심은 현재의 천안에 대한 깊은 성찰을 통해 보다 나은 천안의 미래를 그리는 데 있다.

## 학문 제정
천안시는 도시화와 교통 등으로 빠른 발전을 하였으나, 정체성 때문에 고민을 하였다.  이로 인하여 천안의 제 모습을 잃어버리게 될지도 모른다는 위기의식도 빚어졌다. 그리고 천안은 전국에서 대학이 가장 많이 밀집해 있는 도시로서 대학이 13개가 되며 이들 대학에 재학 중인 대학생들은 무려 7만이 넘는다. 그러나 이들 대학생들 중 80%이상은 수도권 학생들로 그져 4년간 천안을 지나치는 곳으로 인식하고 있다. 이들 학생들에게 천안을 제대로 알리고 천안의 본 모습을 찾고 앞으로의 발전 방향을 제대로 잡아야 한다는 인식하에 나사렛대학교 심재권 교수가 제창하여 천안시와 천안발전연구원내의 천안학연구소가 '천안학'을 제정해 2009년 봄 학기부터 천안에 소재해 있는 각 대학교의 교양과목으로 천안학 강좌를 개설 운영하고 있다.

## 개설 학교
2009년에 봄 학기에 나사렛대학교와 상명대학교, 호서대학교에서 교양과목을 개설한 것을 시작으로, 가을학기에 남서울대학교, 단국대학교, 한국기술교육대학교에도 개설되었고, 2010년에는 공주대학교 천안공과대학을 제외한 천안의 모든 4년제대학들이 개설했다.

## 강의 방식
매주 1차례 2시간씩 16주 과정으로 운영하는 방식으로 전현직 대학교수, 지역의 주요 인사등으로 강사진을 구성하여 천안의 역사, 인문, 지리, 교육, 문화, 관광, 환경, 산업등 여러 분야를 특강 방식으로 진행하며, 현장답사 및 발표,토론 등으로 진행한다.